# Richey Reneberg
Richey Reneberg, właśc. Richard Arlen Reneberg (ur. 5 października 1965 w Phoenix) – amerykański tenisista, mistrz US Open 1992 i Australian Open 1995 w grze podwójnej, lider rankingu ATP deblistów, reprezentant kraju w Pucharze Davisa, olimpijczyk z Atlanty (1996).

## Kariera tenisowa
Jako zawodowy tenisista Reneberg występował w latach 1987–2000.
W grze pojedynczej osiągnął 7 finałów turniejów rangi ATP World Tour, z których w 3 zwyciężył.
Sukcesy Amerykanin odnosił głównie w grze podwójnej, w której triumfował w 19 turniejach ATP World Tour oraz uczestniczył w 16 finałach. W 1992 roku został mistrzem US Open wspólnie z Jimem Grabbem pokonując w finale parę Kelly Jones–Rick Leach 3:6, 7:6, 6:3, 6:3. W 1995 roku wygrał Australian Open partnerując Jaredowi Palmerowi po wyeliminowaniu wynikiem 6:3, 3:6, 6:3, 6:2 w finale Marka Knowlesa i Daniela Nestora. W 1992 roku Reneberg został finalistą Wimbledonu ponosząc porażkę z Johnem McEnroe i Michaelem Stichem. Amerykanin grał wówczas razem z Jimem Grabbem.
W latach 1993–1998 reprezentował Stany Zjednoczone w Pucharze Davisa rozgrywając w sumie 9 meczów, z których w 6 zwyciężył.
W 1996 roku zagrał w singlowych zawodach igrzysk olimpijskich w Atlancie ulegając w 1 rundzie Leanderowi Paesowi.
Najwyżej w rankingu ATP World Tour singlistów zajmował 20. miejsce (6 maja 1991), a w rankingu deblistów 1. pozycję (1 lutego 1993). Na szczycie listu gry podwójnej był w sumie przez 13 tygodni.

### Finały w turniejach ATP World Tour
| Legenda                                      |
| -------------------------------------------- |
| Wielki Szlem                                 |
| Igrzyska olimpijskie                         |
| Tennis Masters Cup / ATP Finals              |
| ATP Masters Series / ATP Tour Masters 1000   |
| ATP International Series Gold / ATP Tour 500 |
| ATP International Series / ATP Tour 250      |

#### Gra pojedyncza (3–4)
| Końcowy wynik | Nr | Data             | Turniej      | Nawierzchnia | Przeciwnik         | Wynik finału            |
| ------------- | -- | ---------------- | ------------ | ------------ | ------------------ | ----------------------- |
| Finalista     | 1. | 7 stycznia 1990  | Wellington   | Twarda       | Emilio Sánchez     | 7:6, 4:6, 6:4, 4:6, 1:6 |
| Zwycięzca     | 1. | 5 maja 1991      | Tampa        | Ceglana      | Petr Korda         | 4:6, 6:4, 6:2           |
| Zwycięzca     | 2. | 10 stycznia 1993 | Kuala Lumpur | Twarda       | Olivier Delaître   | 6:3, 6:1                |
| Finalista     | 2. | 9 stycznia 1994  | Oʻahu        | Twarda       | Wayne Ferreira     | 4:6, 7:6(3), 1:6        |
| Finalista     | 3. | 21 kwietnia 1996 | Tokio        | Twarda       | Pete Sampras       | 4:6, 5:7                |
| Zwycięzca     | 3. | 16 czerwca 1996  | Rosmalen     | Trawiasta    | Stéphane Simian    | 6:4, 6:0                |
| Finalista     | 4. | 9 marca 1997     | Scottsdale   | Twarda       | Mark Philippoussis | 4:6, 6:7(4)             |

#### Gra podwójna (19–16)
| Końcowy wynik | Nr  | Data                 | Turniej                    | Nawierzchnia    | Partner              | Przeciwnicy                        | Wynik finału              |
| ------------- | --- | -------------------- | -------------------------- | --------------- | -------------------- | ---------------------------------- | ------------------------- |
| Zwycięzca     | 1.  | 19 listopada 1989    | Johannesburg               | Twarda (hala)   | Luke Jensen          | Kelly Jones Joey Rive              | 6:0, 6:4                  |
| Finalista     | 1.  | 11 lutego 1990       | San Francisco              | Dywanowa (hala) | Glenn Layendecker    | Kelly Jones Robert Van’t Hof       | 6:2, 6:7, 3:6             |
| Finalista     | 2.  | 5 maja 1991          | Tampa                      | Ceglana         | David Pate           | Ken Flach Robert Seguso            | 7:6, 4:6, 1:6             |
| Finalista     | 3.  | 19 maja 1991         | Umag                       | Ceglana         | David Wheaton        | Gilad Blum Javier Sánchez          | 6:7, 6:2, 1:6             |
| Zwycięzca     | 2.  | 6 października 1991  | Sydney                     | Twarda (hala)   | Jim Grabb            | Luke Jensen Laurie Warder          | 6:4, 6:4                  |
| Zwycięzca     | 3.  | 13 października 1991 | Tokio                      | Dywanowa (hala) | Jim Grabb            | Scott Davis David Pate             | 7:5, 2:6, 7:6             |
| Zwycięzca     | 4.  | 9 lutego 1992        | San Francisco              | Twarda (hala)   | Jim Grabb            | Pieter Aldrich Danie Visser        | 6:4, 7:5                  |
| Finalista     | 4.  | 23 lutego 1990       | Filadelfia                 | Dywanowa (hala) | Jim Grabb            | Todd Woodbridge Mark Woodforde     | 4:6, 6:7                  |
| Zwycięzca     | 5.  | 14 czerwca 1992      | Rosmalen                   | Trawiasta       | Jim Grabb            | John McEnroe Michael Stich         | 6:4, 6:7, 6:4             |
| Finalista     | 5.  | 4 lipca 1992         | Wimbledon, Londyn          | Trawiasta       | Jim Grabb            | John McEnroe Michael Stich         | 7:5, 6:7, 6:3, 6:7, 17:19 |
| Zwycięzca     | 6.  | 23 sierpnia 1992     | Indianapolis               | Twarda          | Jim Grabb            | Grant Connell Glenn Michibata      | 7:6, 6:2                  |
| Zwycięzca     | 7.  | 12 września 1992     | US Open, Nowy Jork         | Twarda          | Jim Grabb            | Kelly Jones Rick Leach             | 3:6, 7:6, 6:3, 6:3        |
| Finalista     | 6.  | 11 października 1992 | Sydney                     | Twarda (hala)   | Jim Grabb            | Patrick McEnroe Jonathan Stark     | 2:6, 3:6                  |
| Finalista     | 7.  | 18 października 1992 | Tokio                      | Dywanowa (hala) | Jim Grabb            | Todd Woodbridge Mark Woodforde     | 6:7, 4:6                  |
| Zwycięzca     | 8.  | 21 lutego 1993       | Filadelfia                 | Dywanowa (hala) | Jim Grabb            | Marcos Ondruska Brad Pearce        | 6:7, 6:3, 6:0             |
| Zwycięzca     | 9.  | 2 maja 1993          | Atlanta                    | Ceglana         | Paul Annacone        | Todd Martin Jared Palmer           | 6:4, 7:6                  |
| Zwycięzca     | 10. | 10 października 1993 | Sydney                     | Twarda (hala)   | Patrick McEnroe      | Alexander Mronz Lars Rehmann       | 6:3, 7:5                  |
| Zwycięzca     | 11. | 17 kwietnia 1994     | Birmingham                 | Ceglana         | Christo Van Rensburg | Brian MacPhie David Witt           | 2:6, 6:3, 6:2             |
| Zwycięzca     | 12. | 1 maja 1994          | Atlanta                    | Ceglana         | Jared Palmer         | Francisco Montana Jim Pugh         | 4:6, 7:6, 6:4             |
| Finalista     | 8.  | 8 maja 1994          | Pinehurst                  | Ceglana         | Jared Palmer         | Todd Woodbridge Mark Woodforde     | 2:6, 6:3, 3:6             |
| Finalista     | 9.  | 21 sierpnia 1994     | Indianapolis               | Twarda          | Jim Grabb            | Todd Woodbridge Mark Woodforde     | 3:6, 4:6                  |
| Zwycięzca     | 13. | 28 stycznia 1995     | Australian Open, Melbourne | Twarda          | Jared Palmer         | Mark Knowles Daniel Nestor         | 6:3, 3:6, 6:3, 6:2        |
| Zwycięzca     | 14. | 19 lutego 1995       | Memphis                    | Twarda (hala)   | Jared Palmer         | Tommy Ho Brett Steven              | 4:6, 7:6, 6:1             |
| Finalista     | 10. | 7 maja 1995          | Atlanta                    | Ceglana         | Jared Palmer         | Sergio Casal Emilio Sánchez        | 7:6, 3:6, 6:7             |
| Finalista     | 11. | 18 lutego 1996       | San José                   | Twarda (hala)   | Jonathan Stark       | Trevor Kronemann David Macpherson  | 4:6, 6:3, 3:6             |
| Finalista     | 12. | 10 marca 1996        | Scottsdale                 | Twarda          | Brett Steven         | Patrick Galbraith Rick Leach       | 7:5, 5:7, 5:7             |
| Zwycięzca     | 15. | 18 sierpnia 1996     | Indianapolis               | Twarda          | Jim Grabb            | Petr Korda Cyril Suk               | 7:6, 4:6, 6:4             |
| Zwycięzca     | 16. | 6 października 1996  | Lyon                       | Dywanowa (hala) | Jim Grabb            | Neil Broad Piet Norval             | 6:2, 6:1                  |
| Zwycięzca     | 17. | 9 listopada 1997     | Sztokholm                  | Twarda (hala)   | Marc-Kevin Goellner  | Ellis Ferreira Patrick Galbraith   | 6:3, 3:6, 7:6             |
| Finalista     | 13. | 1 marca 1998         | Filadelfia                 | Twarda (hala)   | David Macpherson     | Jacco Eltingh Paul Haarhuis        | 6:7, 7:6, 2:6             |
| Finalista     | 14. | 15 marca 1998        | Indian Wells               | Twarda          | Todd Martin          | Jonas Björkman Patrick Rafter      | 4:6, 6:7                  |
| Finalista     | 15. | 3 maja 1998          | Atlanta                    | Ceglana         | Alex O’Brien         | Ellis Ferreira Brent Haygarth      | 3:6, 6:0, 2:6             |
| Zwycięzca     | 18. | 7 marca 1999         | Scottsdale                 | Twarda          | Justin Gimelstob     | Mark Knowles Sandon Stolle         | 6:4, 6:7(4), 6:3          |
| Finalista     | 16. | 20 lutego 2000       | Memphis                    | Twarda (hala)   | Jim Grabb            | Justin Gimelstob Sébastien Lareau  | 2:6, 4:6                  |
| Zwycięzca     | 19. | 12 marca 2000        | Scottsdale                 | Twarda          | Jared Palmer         | Patrick Galbraith David Macpherson | 6:3, 7:5                  |